# عشبة القوى الرملية
عشبة القوى الرملية (الاسم العلمي:Potentilla arenaria) هي نوع غير مؤكد من النباتات تتبع جنس عشبة القوى من الفصيلة الوردية.